# Lorenzo Crounse

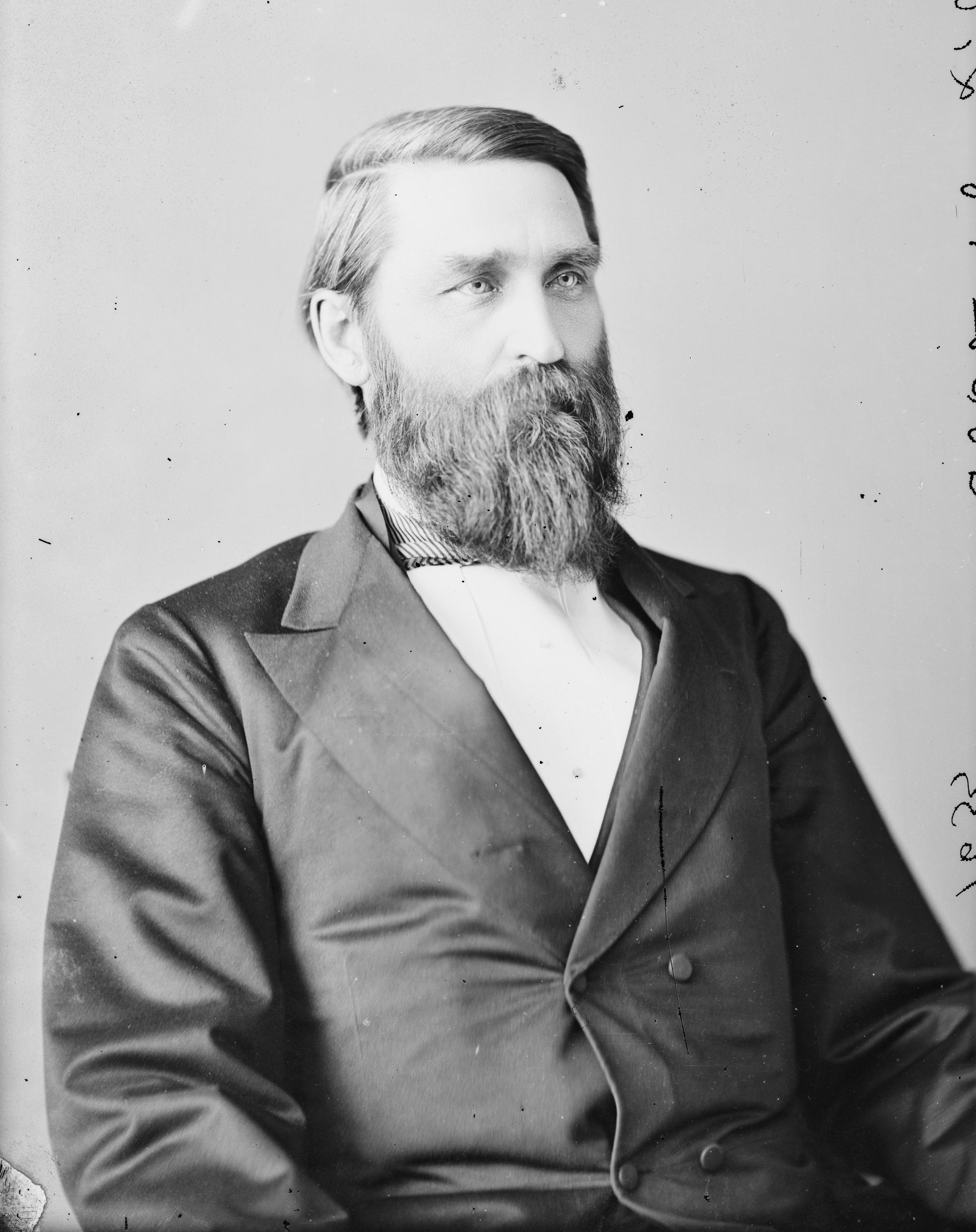
Lorenzo Crounse

Lorenzo Crounse (* 27. Januar 1834 in Sharon, Schoharie County, New York; † 13. Mai 1909 in Omaha, Nebraska) war ein US-amerikanischer Politiker und zwischen 1893 und 1895 der neunte Gouverneur des Bundesstaates Nebraska.

## Frühe Jahre und politischer Aufstieg
Lorenzo Crounse wuchs im Staat New York auf und besuchte dort auch die örtlichen Schulen. Seine anschließendes Jurastudium finanzierte er damit, dass er nebenbei als Lehrer arbeitete. Nachdem er 1857 als Rechtsanwalt zugelassen worden war, eröffnete er in Fort Plain (New York) eine Kanzlei. Während des Bürgerkrieges kämpfte er bis 1862 in der Armee der Union, musste aber aufgrund einer Verwundung im Jahr 1862 aus dem Militärdienst ausscheiden. Zwei Jahre später zog er nach Nebraska, wo er ebenfalls als Anwalt tätig wurde.
Im Jahr 1866 wurde Crounse in das Territorialparlament von Nebraska gewählt. Außerdem war er Mitglied der verfassungsgebenden Versammlung dieses Staates. Zwischen 1867 und 1873 war er Richter am Obersten Gerichtshof seines Staates. Von 1873 bis 1877 saß er als Abgeordneter im US-Repräsentantenhaus in Washington. Danach war er von 1879 bis 1883 Leiter der US-Finanzbehörde in Nebraska (Internal Revenue Collector). Zwischen 1891 und 1892 war er stellvertretender US-Finanzminister. Als Mitglied der Republikanischen Partei war er 1880 Delegierter zur Republican National Convention. Im November 1892 wurde er zum neuen Gouverneur von Nebraska gewählt.

## Gouverneur von Nebraska
Crounses zweijährige Amtszeit begann am 13. Januar 1893. In seiner Regierungszeit wurden neue Gesetze bezüglich der Eisenbahngesellschaften erlassen und die Staatsausgaben wurden gekürzt. Gegen drei Mitglieder seiner Verwaltung wurden Amtsenthebungsverfahren wegen einiger Verfehlungen eingeleitet. Crounse verzichtete im Jahr 1894 auf eine erneute Kandidatur und schied daher am 3. Januar 1895 aus dem Amt.
Nach dem Ende seiner Gouverneurszeit blieb Crounse politisch aktiv. Im Jahr 1900 wurde er für eine Amtszeit in den Senat von Nebraska gewählt. Ex-Gouverneur Crounse verstarb am 13. Mai 1909. Er war mit Mary E. Griffiths verheiratet, mit der er vier Kinder hatte.